# Burstahhof

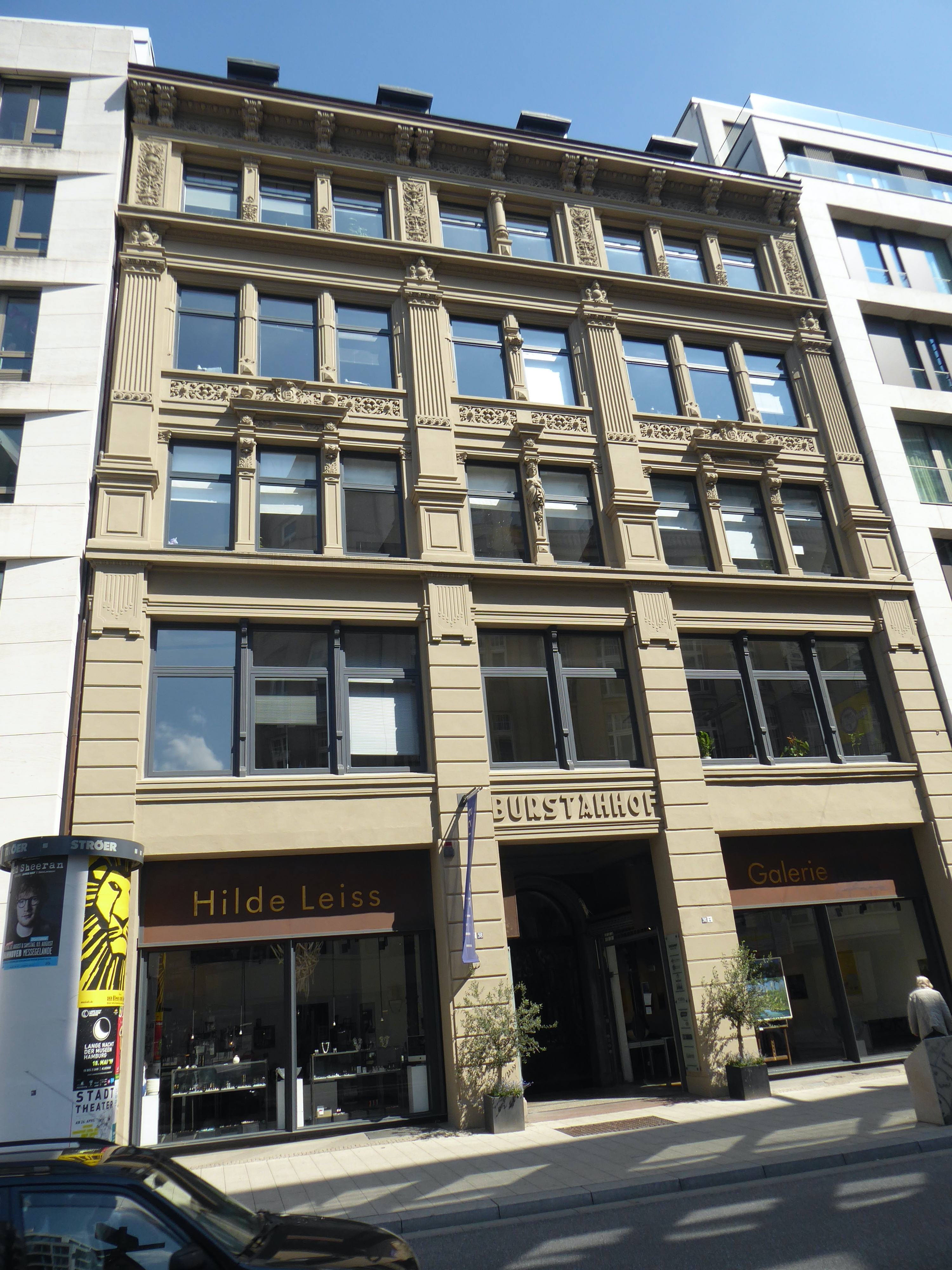
Burstahhof, Hamburg, Großer Burstah 36–38

Der Burstahhof ist ein Hamburger Kontorhaus an der Straße Großer Burstah, Hausnummer 36–38. Der Bau wurde zwischen 1887 und 1888 als Geschäftshaus für Otto Bauer von Ricardo Bahre (dem Architekten des Heine-Hauses am Jungfernstieg) und Carl Querfeld errichtet. Die Baukosten betrugen 300.000 Mark. Eine der ersten Firmen, die ihren Sitz im Burstahhof nahmen, war das Unternehmen Müller & Hager.

„Die Architekten haben für den Burstahhof bereits ein Grundrißschema entwickelt, das bis weit in unser Jahrhundert für Kontorhäuser Gültigkeit behielt. … Die Formvorbilder nahmen die Architekten wohl am ehesten aus der Renaissance, obgleich das Gesamtkonzept der Fassade keinem Stil verpflichtet ist. Die Zweckmäßigkeit stand im Vordergrund.“

Bis heute ist die Fassade unverändert erhalten, einschließlich der Dachetagen und der Bauornamentik. Der Burstahhof steht auf der Liste der Kulturdenkmäler in Hamburg-Altstadt.